# Карен Пікерінґ
Карен Пікерінґ (англ. Karen Pickering, 19 грудня 1971) — британська плавчиня.
Учасниця Олімпійських Ігор 1992, 1996, 2000, 2004 років.
Чемпіонка світу з водних видів спорту 2001 року.
Чемпіонка світу з плавання на короткій воді 1993, 1999, 2000 років.
Призерка Чемпіонату Європи з водних видів спорту 1993, 1995, 1997, 1999 років.
Призерка Чемпіонату Європи з плавання на короткій воді 1998, 1999, 2000 років.
Переможниця Ігор Співдружності 1994, 2002 років, призерка 1990, 1998 років.